# Горский, Константин (композитор)
Константи́н Анто́ний Го́рский (в России Константин Киприанович Горский, пол. Konstanty Antoni Gorski, 13 июня 1859, Лида, Виленская губерния, Российская империя — 31 мая 1924, Познань, Познанское воеводство, Польская Республика) — польский и русский композитор, скрипач-виртуоз, педагог, дирижёр, общественный деятель, автор романсов, двух опер и множества инструментальных произведений.

## Биография
Начал обучение в Гродно, продолжил его в Первой филологической гимназии в Вильне. Музыкальное образование получил в Музыкальном институте Аполлинария Контского в Варшаве, затем в Санкт-Петербургской консерватории, которую окончил в 1881 году по классу скрипки, получив Большую серебряную медаль и звание «свободный художник». Педагогом его был известный венгерский скрипач Леопольд Ауэр. Годом позже К. Горский окончил класс композиции и инструментовки выдающегося русского композитора Николая Римского-Корсакова.
В 1890 году, совершив длительное (в течение 8 лет) путешествие по России и Грузии, через Пензу, Саратов и Тифлис (сегодняшний Тбилиси), Константин Горский прибыл в Харьков, чтобы остаться в этом городе на 29 лет. Этот период в жизни композитора стал временем активной деятельности. Ему прекрасно удавалось совмещать педагогическую работу (преподавал в Харьковском музыкальном училище, среди учеников — Александр Заславский) с общественной (был одним из основателей культурного общества «Дом Польский» в Харькове) и концертной деятельностью (был дирижёром симфонического оркестра, а также руководил церковным и польским хорами, основанными им же в католическом приходе). При этом Константин Горский оставался обожаемым публикой скрипачом и ценимым другими композиторами интерпретатором их произведений (большое уважение питал к нему Петр Ильич Чайковский, считая К. Горского одним из лучших исполнителей его скрипичного концерта). Политические и экономические изменения в Российской империи, а особенно Октябрьская революция 1917 года, оказали значительное влияние на жизнь Константина Горского. В условиях надвигающейся гражданской войны, не видя возможности продолжения в Харькове творческой деятельности, К. Горский вместе с семьёй вернулся в свободную Польшу. Сначала в Варшаву, где работал тапером в кинотеатрах «Колизей» и «Водевиль», а затем переехал в Познань, где на должности концертмейстера оркестра Большого театра им. Ст. Монюшко проработал до конца жизни. Уже после смерти композитора на сцене театра в 1927 г. была поставлена его опера «Маргер». В межвоенный период были исполнены и другие его произведения, в том числе Missa Solemnis Es-dur (исполнители — хор имени Монюшко, в Познани), симфоническая поэма «Зачарованный круг» и «Органная фантазия» f-moll. Это произведение для органа впервые было исполнено в 1920 году Антонием Карнашевским в Варшавской филармонии, три года спустя — Феликсом Нововейским, во время праздника, посвященного Николаю Копернику, в Познанском университете. Это произведение К. Горского исполняется до сегодняшнего дня с неослабевающим успехом.

## Избранные произведения
Константин Горский оставил богатое творческое наследие. К самым известным его произведениям относятся:
- Органная фантазия f-moll — ч. ; ч., которая считается одним из шедевров польской органной литературы позднего романтизма, «достойная, а может, и превосходящая лучшие произведения Мечислава Сужинского и Феликса Нововейского»;
- Две мессы: a-moll  и Missa Solemnis Es-dur;
- Более 100 романсов, в том числе 12 песен на слова М.Конопницкой, Вл. Сырокомли, Зд. Дембицкого и др. для меццо-сопрано и тенора в сопровождении фортепиано, издание 1914 г.
- Вокальные произведения и произведения на религиозные тексты, в том числе Ave Maria, Salve Regina, Salutation a la Sainte Vierge, Зряще мя безгласна (православная заупокойная песнь a capella для смешанного хора);
- Симфонические поэмы: На Олимпе по новелле Г.Сенкевича, Зачарованный круг по сказке Люциана Риделя;
- Две оперы: Маргер — в 3 актах, по поэме Вл. Сырокомли (переложение для фортепиано издано в Санкт-Петербурге в 1905 году), За хлебом — опера в 2 актах, по новелле Г.Сенкевича;
- Произведения для скрипки и фортепиано: Souvenir de Nadrzecze. Premiere Mazurka, Petite Etude — Spiccato, Seconde Mazourka, sur des chants polonais, Aria, Gavotte, Romance, 3-leme Mazourka, 1-ere Polonaise de Concert D-dur, 2-de Polonaise de Concert A-dur, Poeme Lyrique (издано в книжном издательстве Д. Ратера в Лейпциге).